# Championnats du monde de cyclisme sur piste 2025
Navigation
Championnats du monde 2024 Championnats du monde 2026
Les 115e championnats du monde de cyclisme sur piste 2025 se déroulent du 22 au 26 octobre 2025 au Velódromo Peñalolén de Santiago du Chili.
À l'origine, le championnat devait se dérouler à San Juan (Argentine), mais la fédération de ce pays s'est retirée de l'organisation en raison de problèmes financiers.
Les épreuves comprennent les six spécialités au programme des Jeux Olympiques – le keirin, la Madison, l'omnium, la vitesse (individuelle), la poursuite par équipes et la vitesse par équipes – ainsi que l'élimination, la poursuite individuelle, la course aux points, le contre-la-montre et le scratch.

## Programme
22 épreuves sont au programme, 11 chacun pour les hommes et les femmes.
Depuis janvier 2025, la distance du contre-la-montre individuel féminin est passé de 500 mètre au kilomètre ; d'autres distances sont alignées entre homme et femme : la poursuite féminine passe de 3 à 4 km, la distance de la course tempo de l'Omnium femmes passe de 7,5 à 10 km et la course scratch hommes pas de 15 à 10 km.
Toutes les heures indiquées ci-dessous correspondent à l'heure locale - Heure normale d'Europe centrale ou UTC-04:00.
- les finales sont en jaune et en italique

| Date                | Horaire | Tour                                                       |
| ------------------- | ------- | ---------------------------------------------------------- |
| Mercredi 22 octobre | 11 h 00 | Femmes - poursuite par équipes - qualification             |
| Mercredi 22 octobre | 11 h 00 | Hommes - poursuite par équipes - qualification             |
| Mercredi 22 octobre | 11 h 00 | Femmes - vitesse par équipes - qualification               |
| Mercredi 22 octobre | 11 h 00 | Hommes - vitesse par équipes - qualification               |
| Mercredi 22 octobre | 18 h 30 | Femmes - vitesse par équipes - 1er tour                    |
| Mercredi 22 octobre | 18 h 30 | Hommes - vitesse par équipes - 1er tour                    |
| Mercredi 22 octobre | 18 h 30 | Femmes - scratch 10km - finale                             |
| Mercredi 22 octobre | 18 h 30 | Hommes - poursuite par équipes - 1er tour                  |
| Mercredi 22 octobre | 18 h 30 | Femmes - vitesse par équipes - finales                     |
| Mercredi 22 octobre | 18 h 30 | Hommes - vitesse par équipes - finales                     |
| Jeudi 23 octobre    | 11 h 00 | Hommes - keirin - 1er tour, repêchage, 2e tour             |
| Jeudi 23 octobre    | 11 h 00 | Femmes - vitesse individuelle - qualification, 1/16e, 1/8e |
| Jeudi 23 octobre    | 18 h 30 | Femmes - poursuite par équipes - 1er tour                  |
| Jeudi 23 octobre    | 18 h 30 | Femmes - vitesse individuelle - Quarts de finale           |
| Jeudi 23 octobre    | 18 h 30 | Hommes - keirin - Demi-finales                             |
| Jeudi 23 octobre    | 18 h 30 | Hommes - poursuite par équipes - finale                    |
| Jeudi 23 octobre    | 18 h 30 | Femmes - course par élimination                            |
| Jeudi 23 octobre    | 18 h 30 | Hommes - keirin - finale                                   |
| Jeudi 23 octobre    | 18 h 30 | Hommes - scratch - finale                                  |
| Jeudi 23 octobre    | 18 h 30 | Femmes - poursuite par équipes - finale                    |
| Vendredi 24 octobre | 11h 00  | Hommes - kilomètre - qualification                         |
| Vendredi 24 octobre | 11h 00  | Femmes - omnium : scratch et course tempo                  |
| Vendredi 24 octobre | 11h 00  | Hommes - poursuite individuelle - qualification            |
| Vendredi 24 octobre | 17 h 00 | Hommes - course aux points                                 |
| Vendredi 24 octobre | 17 h 00 | Femmes - vitesse individuelle - Demi-finales               |
| Vendredi 24 octobre | 17 h 00 | Femmes - omnium : course par élimination                   |
| Vendredi 24 octobre | 17 h 00 | Hommes - kilomètre - finale                                |
| Vendredi 24 octobre | 17 h 00 | Hommes - poursuite individuelle - finale                   |
| Vendredi 24 octobre | 17 h 00 | Femmes - vitesse individuelle - finale                     |
| Vendredi 24 octobre | 17 h 00 | Femmes - omnium : course aux points                        |

| Date                | Horaire | Tour                                                       |
| ------------------- | ------- | ---------------------------------------------------------- |
| Samedi 25 octobre   | 11 h 00 | Femmes - Kilomètre - qualification                         |
| Samedi 25 octobre   | 11 h 00 | Hommes - vitesse individuelle - qualification, 1/16e, 1/8e |
| Samedi 25 octobre   | 11 h 00 | Hommes - omnium : scratch et course tempo                  |
| Samedi 25 octobre   | 11 h 00 | Femmes - poursuite individuelle - qualification            |
| Samedi 25 octobre   | 17 h 30 | Femmes - Kilomètre - finale                                |
| Samedi 25 octobre   | 17 h 30 | Hommes - vitesse individuelle - Quarts de finale           |
| Samedi 25 octobre   | 17 h 30 | Femmes - course à l'américaine 30km                        |
| Samedi 25 octobre   | 17 h 30 | Hommes - omnium : course par élimination                   |
| Samedi 25 octobre   | 17 h 30 | Femmes - poursuite individuelle - finale                   |
| Samedi 25 octobre   | 17 h 30 | Hommes - omnium : course aux points                        |
| Dimanche 26 octobre | 11 h 00 | Hommes - vitesse individuelle - Demi-finales               |
| Dimanche 26 octobre | 11 h 00 | Femmes - keirin, - 1er tour, repêchage                     |
| Dimanche 26 octobre | 13 h 30 | Femmes - keirin, 2e tour                                   |
| Dimanche 26 octobre | 13 h 30 | Hommes - vitesse individuelle - finales                    |
| Dimanche 26 octobre | 13 h 30 | Femmes - course aux points                                 |
| Dimanche 26 octobre | 13 h 30 | Femmes - keirin, - 3e tour                                 |
| Dimanche 26 octobre | 13 h 30 | Hommes - course par élimination                            |
| Dimanche 26 octobre | 13 h 30 | Femmes - keirin - finales                                  |
| Dimanche 26 octobre | 13 h 30 | Hommes - course à l'américaine                             |

## Médaillés
- (q) signifie que le coureur n'a pas participé à la finale pour la médaille, mais à un tour qualificatif.

### Hommes
| Épreuves                                       | Or | Or | Argent | Argent | Bronze | Bronze |
| ---------------------------------------------- | -- | -- | ------ | ------ | ------ | ------ |
| Kilomètre contre-la-montre résultats détaillés |    |    |        |        |        |        |
| Keirin résultats détaillés                     |    | NC |        | NC     |        | NC     |
| Vitesse individuelle résultats détaillés       |    | NC |        | NC     |        | NC     |
| Vitesse par équipes résultats détaillés        |    |    |        |        |        |        |
| Poursuite individuelle résultats détaillés     |    |    |        |        |        |        |
| Poursuite par équipes résultats détaillés      |    |    |        |        |        |        |
| Course aux points résultats détaillés          |    |    |        |        |        |        |
| Américaine résultats détaillés                 |    |    |        |        |        |        |
| Scratch résultats détaillés                    |    | NC |        | NC     |        | NC     |
| Omnium résultats détaillés                     |    |    |        |        |        |        |
| Course à l'élimination résultats détaillés     |    | NC |        | NC     |        | NC     |

### Femmes
| Épreuves                                       | Or | Or | Argent | Argent | Bronze | Bronze |
| ---------------------------------------------- | -- | -- | ------ | ------ | ------ | ------ |
| Kilomètre contre-la-montre résultats détaillés |    |    |        |        |        |        |
| Keirin résultats détaillés                     |    | NC |        | NC     |        | NC     |
| Vitesse individuelle résultats détaillés       |    | NC |        | NC     |        | NC     |
| Vitesse par équipes résultats détaillés        |    |    |        |        |        |        |
| Poursuite individuelle résultats détaillés     |    |    |        |        |        |        |
| Poursuite par équipes résultats détaillés      |    |    |        |        |        |        |
| Course aux points résultats détaillés          |    |    |        |        |        |        |
| Américaine résultats détaillés                 |    |    |        |        |        |        |
| Scratch résultats détaillés                    |    | NC |        | NC     |        | NC     |
| Omnium résultats détaillés                     |    |    |        |        |        |        |
| Course à l'élimination résultats détaillés     |    | NC |        | NC     |        | NC     |

## Résultats détaillés

### Hommes

#### Kilomètre
Les 8 meilleures coureuses se qualifient pour la finale (Q).
| Rang | Coureuse | Pays | Temps | Écart | Notes |
| ---- | -------- | ---- | ----- | ----- | ----- |
| 1    |          |      |       |       |       |
| 2    |          |      |       |       |       |
| 3    |          |      |       |       |       |
| 4    |          |      |       |       |       |
| 5    |          |      |       |       |       |
| 6    |          |      |       |       |       |
| 7    |          |      |       |       |       |
| 8    |          |      |       |       |       |
| 9    |          |      |       |       |       |
| 10   |          |      |       |       |       |

| Rang               | Coureuse | Pays | Temps | Écart | Notes |
| ------------------ | -------- | ---- | ----- | ----- | ----- |
| Médaille d'or      |          |      |       |       |       |
| Médaille d'argent  |          |      |       |       |       |
| Médaille de bronze |          |      |       |       |       |
| 4                  |          |      |       |       |       |
| 5                  |          |      |       |       |       |
| 6                  |          |      |       |       |       |
| 7                  |          |      |       |       |       |
| 8                  |          |      |       |       |       |

#### Keirin
- Premier tour

Les deux premières coureuses de chaque série se qualifient pour les quarts de finale, toutes les autres vont en repêchage.
| Rang | Cycliste | Pays | Écart | Notes |
| ---- | -------- | ---- | ----- | ----- |
| 1    |          |      |       |       |
| 2    |          |      |       |       |
| 3    |          |      |       |       |
| 4    |          |      |       |       |
| 5    |          |      |       |       |

| Rang | Cycliste | Pays | Écart | Notes |
| ---- | -------- | ---- | ----- | ----- |
| 1    |          |      |       |       |
| 2    |          |      |       |       |
| 3    |          |      |       |       |
| 4    |          |      |       |       |
| 5    |          |      |       |       |

| Rang | Cycliste | Pays | Écart | Notes |
| ---- | -------- | ---- | ----- | ----- |
| 1    |          |      |       |       |
| 2    |          |      |       |       |
| 3    |          |      |       |       |
| 4    |          |      |       |       |
| 5    |          |      |       |       |

| Rang | Cycliste | Pays | Écart | Notes |
| ---- | -------- | ---- | ----- | ----- |
| 1    |          |      |       |       |
| 2    |          |      |       |       |
| 3    |          |      |       |       |
| 4    |          |      |       |       |
| 5    |          |      |       |       |

| Rang | Cycliste | Pays | Écart | Notes |
| ---- | -------- | ---- | ----- | ----- |
| 1    |          |      |       |       |
| 2    |          |      |       |       |
| 3    |          |      |       |       |
| 4    |          |      |       |       |
| 5    |          |      |       |       |

- Repêchages

| Rang | Cycliste | Pays | Écart | Notes |
| ---- | -------- | ---- | ----- | ----- |
| 1    |          |      |       |       |
| 2    |          |      |       |       |
| 3    |          |      |       |       |
| 4    |          |      |       |       |

| Rang | Cycliste | Pays | Écart | Notes |
| ---- | -------- | ---- | ----- | ----- |
| 1    |          |      |       |       |
| 2    |          |      |       |       |
| 3    |          |      |       |       |
| 4    |          |      |       |       |

| Rang | Cycliste | Pays | Écart | Notes |
| ---- | -------- | ---- | ----- | ----- |
| 1    |          |      |       |       |
| 2    |          |      |       |       |
| 3    |          |      |       |       |
| 4    |          |      |       |       |

| Rang | Cycliste | Pays | Écart | Notes |
| ---- | -------- | ---- | ----- | ----- |
| 1    |          |      |       |       |
| 2    |          |      |       |       |
| 3    |          |      |       |       |
| 4    |          |      |       |       |

- Quarts de finale

Les quatre premières coureuses de chaque série se qualifient pour les demi-finales, les autres sont éliminées.
| Rang | Cycliste | Pays | Écart | Notes |
| ---- | -------- | ---- | ----- | ----- |
| 1    |          |      |       |       |
| 2    |          |      |       |       |
| 3    |          |      |       |       |
| 4    |          |      |       |       |
| 5    |          |      |       |       |
| 6    |          |      |       |       |

| Rang | Cycliste | Pays | Écart | Notes |
| ---- | -------- | ---- | ----- | ----- |
| 1    |          |      |       |       |
| 2    |          |      |       |       |
| 3    |          |      |       |       |
| 4    |          |      |       |       |
| 5    |          |      |       |       |
| 6    |          |      |       |       |

| Rang | Cycliste | Pays | Écart | Notes |
| ---- | -------- | ---- | ----- | ----- |
| 1    |          |      |       |       |
| 2    |          |      |       |       |
| 3    |          |      |       |       |
| 4    |          |      |       |       |
| 5    |          |      |       |       |
| 6    |          |      |       |       |

- Demi-finales

Les trois premières coureuses de chaque série se qualifient pour la finale, les autres vont en match de classement 7 à 12.
| Rang | Cycliste | Pays | Écart | Notes |
| ---- | -------- | ---- | ----- | ----- |
| 1    |          |      |       |       |
| 2    |          |      |       |       |
| 3    |          |      |       |       |
| 4    |          |      |       |       |
| 5    |          |      |       |       |
| 6    |          |      |       |       |

| Rang | Cycliste | Pays | Écart | Notes |
| ---- | -------- | ---- | ----- | ----- |
| 1    |          |      |       |       |
| 2    |          |      |       |       |
| 3    |          |      |       |       |
| 4    |          |      |       |       |
| 5    |          |      |       |       |
| 6    |          |      |       |       |

| Rang               | Coureuse   | Pays       | Écart      | Notes      |
| Finale 1-6         | Finale 1-6 | Finale 1-6 | Finale 1-6 | Finale 1-6 |
| ------------------ | ---------- | ---------- | ---------- | ---------- |
| Médaille d'or      |            |            |            |            |
| Médaille d'argent  |            |            |            |            |
| Médaille de bronze |            |            |            |            |
| 4                  |            |            |            |            |
| 5                  |            |            |            |            |
| 6                  |            |            |            |            |
| Finale 7-12        |            |            |            |            |
| 7                  |            |            |            |            |
| 8                  |            |            |            |            |
| 9                  |            |            |            |            |
| 10                 |            |            |            |            |
| 11                 |            |            |            |            |
| 12                 |            |            |            |            |

#### Vitesse individuelle
| Rang | Cycliste | Pays | Temps | Écart | Notes |
| ---- | -------- | ---- | ----- | ----- | ----- |
| 1    |          |      |       |       | Q     |
| 2    |          |      |       |       | Q     |
| 3    |          |      |       |       | Q     |
| 4    |          |      |       |       | Q     |
| 5    |          |      |       |       | Q     |
| 6    |          |      |       |       | Q     |
| 7    |          |      |       |       | Q     |
| 8    |          |      |       |       | Q     |
| 9    |          |      |       |       | Q     |
| 10   |          |      |       |       | Q     |
| 11   |          |      |       |       | Q     |
| 12   |          |      |       |       | Q     |
| 13   |          |      |       |       | Q     |
| 14   |          |      |       |       | Q     |
| 15   |          |      |       |       | Q     |
| 16   |          |      |       |       | Q     |
| 17   |          |      |       |       | Q     |
| 18   |          |      |       |       | Q     |
| 19   |          |      |       |       | Q     |
| 20   |          |      |       |       | Q     |
| 21   |          |      |       |       | Q     |
| 22   |          |      |       |       | Q     |
| 23   |          |      |       |       | Q     |
| 24   |          |      |       |       | Q     |
| 25   |          |      |       |       | Q     |
| 26   |          |      |       |       | Q     |
| 27   |          |      |       |       | Q     |
| 28   |          |      |       |       | Q     |
| 29   |          |      |       |       |       |
| 30   |          |      |       |       |       |
| 31   |          |      |       |       |       |

| Série | Rang | Cycliste | Pays | Temps | Notes |
| ----- | ---- | -------- | ---- | ----- | ----- |
| 1     | 1    |          |      |       |       |
| 1     | 2    |          |      |       |       |
| 2     | 1    |          |      |       |       |
| 2     | 2    |          |      |       |       |
| 3     | 1    |          |      |       |       |
| 3     | 2    |          |      |       |       |
| 4     | 1    |          |      |       |       |
| 4     | 2    |          |      |       |       |
| 5     | 1    |          |      |       |       |
| 5     | 2    |          |      |       |       |
| 6     | 1    |          |      |       |       |
| 6     | 2    |          |      |       |       |
| 7     | 1    |          |      |       |       |
| 7     | 2    |          |      |       |       |
| 8     | 1    |          |      |       |       |
| 8     | 2    |          |      |       |       |
| 9     | 1    |          |      |       |       |
| 9     | 2    |          |      |       |       |
| 10    | 1    |          |      |       |       |
| 10    | 2    |          |      |       |       |
| 11    | 1    |          |      |       |       |
| 11    | 2    |          |      |       |       |
| 12    | 1    |          |      |       |       |
| 12    | 2    |          |      |       |       |

| Série | Rang | Cycliste | Pays | Temps | Notes |
| ----- | ---- | -------- | ---- | ----- | ----- |
| 1     | 1    |          |      |       |       |
| 1     | 2    |          |      |       |       |
| 2     | 1    |          |      |       |       |
| 2     | 2    |          |      |       |       |
| 3     | 1    |          |      |       |       |
| 3     | 2    |          |      |       |       |
| 4     | 1    |          |      |       |       |
| 4     | 2    |          |      |       |       |
| 5     | 1    |          |      |       |       |
| 5     | 2    |          |      |       |       |
| 6     | 1    |          |      |       |       |
| 6     | 2    |          |      |       |       |
| 7     | 1    |          |      |       |       |
| 7     | 2    |          |      |       |       |
| 8     | 1    |          |      |       |       |
| 8     | 2    |          |      |       |       |

| Série | Rang | Cycliste | Pays | Manche 1 | Manche 2 | Manche 3 | Notes |
| ----- | ---- | -------- | ---- | -------- | -------- | -------- | ----- |
| 1     | 1    |          |      |          |          |          |       |
| 1     | 2    |          |      |          |          |          |       |
| 2     | 1    |          |      |          |          |          |       |
| 2     | 2    |          |      |          |          |          |       |
| 3     | 1    |          |      |          |          |          |       |
| 3     | 2    |          |      |          |          |          |       |
| 4     | 1    |          |      |          |          |          |       |
| 4     | 2    |          |      |          |          |          |       |

| Série | Rang | Cycliste | Pays | Manche 1 | Manche 2 | Manche 3 | Notes |
| ----- | ---- | -------- | ---- | -------- | -------- | -------- | ----- |
| 1     | 1    |          |      |          |          |          |       |
| 1     | 2    |          |      |          |          |          |       |
| 2     | 1    |          |      |          |          |          |       |
| 2     | 2    |          |      |          |          |          |       |

| Rang                             | Cycliste | Pays | Manche 1 | Manche 2 | Manche 3 |
| -------------------------------- | -------- | ---- | -------- | -------- | -------- |
| Match pour la médaille d'or      |          |      |          |          |          |
| Médaille d'or                    |          |      |          |          |          |
| Médaille d'argent                |          |      |          |          |          |
| Match pour la médaille de bronze |          |      |          |          |          |
| Médaille de bronze               |          |      |          |          |          |
| 4                                |          |      |          |          |          |

#### Vitesse par équipes
Légende
- Q : qualifiées pour le premier tour
- QA : qualifiées pour la finale A
- QB : qualifiées pour la finale B

Lors du tour de qualification, les 8 meilleures équipes se qualifient pour le 1er tour (Q). Au cours de celui-ci, les séries sont organisées selon les temps des qualifications : 4e contre 5e, 3e contre 6e, 2e contre 7e et 1er contre 8e. Les vainqueurs de chaque série sont classés en fonction de leur temps : les deux meilleures équipes se qualifient pour la finale (QG) et les deux autres pour le match pour la médaille de bronze (QB).
| Rang | Équipe | Temps | Écart | Notes |
| ---- | ------ | ----- | ----- | ----- |
| 1    |        |       |       |       |
| 2    |        |       |       |       |
| 3    |        |       |       |       |
| 4    |        |       |       |       |
| 5    |        |       |       |       |
| 6    |        |       |       |       |
| 7    |        |       |       |       |
| 8    |        |       |       |       |

| Série | Rang | Équipe | Temps | Notes |
| ----- | ---- | ------ | ----- | ----- |
|       |      |        |       |       |
|       |      |        |       |       |
|       |      |        |       |       |
|       |      |        |       |       |
|       |      |        |       |       |
|       |      |        |       |       |
|       |      |        |       |       |
|       |      |        |       |       |

| Rang                             | Équipe | Temps | Écart | Notes |
| -------------------------------- | ------ | ----- | ----- | ----- |
| Match pour la médaille d'or      |        |       |       |       |
| Médaille d'or                    |        |       |       |       |
| Médaille d'argent                |        |       |       |       |
| Match pour la médaille de bronze |        |       |       |       |
| Médaille de bronze               |        |       |       |       |
| 4                                |        |       |       |       |

#### Poursuite individuelle
Légende
- QG : qualifiée pour la finale pour la médaille d'or
- QB : qualifiée pour la finale pour la médaille de bronze

| Rang | Coureuse | Pays | Temps | Écart | Notes |
| ---- | -------- | ---- | ----- | ----- | ----- |
| 1    |          |      |       |       |       |
| 2    |          |      |       |       |       |
| 3    |          |      |       |       |       |
| 4    |          |      |       |       |       |
| 5    |          |      |       |       |       |

| Rang                              | Coureuse | Pays | Temps | Écart |
| --------------------------------- | -------- | ---- | ----- | ----- |
| Course pour la médaille d'or      |          |      |       |       |
| Médaille d'or                     |          |      |       |       |
| Médaille d'argent                 |          |      |       |       |
| Course pour la médaille de bronze |          |      |       |       |
| Médaille de bronze                |          |      |       |       |
| 4                                 |          |      |       |       |

#### Poursuite par équipes
Légende
- Q : qualifiées pour le premier tour
- QG : qualifiées pour la finale A
- QB : qualifiées pour la finale B

Lors du tour de qualification, les 8 meilleures équipes se qualifient pour le 1er tour (Q).
Au premier tour, les équipes courent selon le rang occupé à l'issue des qualifications : 6 contre 7, 5 contre 8, 2 contre 3, 1 contre 4. Les vainqueurs des deux dernières séries (3 et 4) se qualifient pour la finale pour la médaille d'or (QG), tandis que les deux meilleurs temps parmi les six autres équipes se qualifient pour la finale pour la médaille de bronze (QB).
| Rang | Équipe | Temps | Écart | Notes |
| ---- | ------ | ----- | ----- | ----- |
| 1    |        |       |       |       |
| 2    |        |       |       |       |
| 3    |        |       |       |       |
| 4    |        |       |       |       |
| 5    |        |       |       |       |
| 6    |        |       |       |       |
| 7    |        |       |       |       |
| 8    |        |       |       |       |
| 9    |        |       |       |       |
| 10   |        |       |       |       |

| Série | Rang | Équipe | Temps | Écart | Notes |
| ----- | ---- | ------ | ----- | ----- | ----- |
| -     | -    |        |       |       |       |
| -     | -    |        |       |       |       |
| -     | -    |        |       |       |       |
| -     | -    |        |       |       |       |
| -     | -    |        |       |       |       |
| -     | -    |        |       |       |       |
| -     | -    |        |       |       |       |
| -     | -    |        |       |       |       |

| Rang                             | Équipe | Temps | Écart |
| -------------------------------- | ------ | ----- | ----- |
| Match pour la médaille d'or      |        |       |       |
| Médaille d'or                    |        |       |       |
| Médaille d'argent                |        |       |       |
| Match pour la médaille de bronze |        |       |       |
| Médaille de bronze               |        |       |       |
| 4                                |        |       |       |

#### Course aux points
| Rang               | Coureuse | Pays | Points au tour | Points au sprint | Total |
| ------------------ | -------- | ---- | -------------- | ---------------- | ----- |
| Médaille d'or      |          |      |                |                  |       |
| Médaille d'argent  |          |      |                |                  |       |
| Médaille de bronze |          |      |                |                  |       |

#### Américaine
| Rang               | Coureuses | Pays | Points au tour | Points au sprint | Points total |
| ------------------ | --------- | ---- | -------------- | ---------------- | ------------ |
| Médaille d'or      |           |      |                |                  |              |
| Médaille d'argent  |           |      |                |                  |              |
| Médaille de bronze |           |      |                |                  |              |

#### Scratch
| Rang               | Coureuse | Pays | Tours |
| ------------------ | -------- | ---- | ----- |
| Médaille d'or      |          |      |       |
| Médaille d'argent  |          |      |       |
| Médaille de bronze |          |      |       |

#### Omnium
| Rang | Coureuse | Pays | Tours | Points sur l'épreuve |
| ---- | -------- | ---- | ----- | -------------------- |
| 1    |          |      |       |                      |
| 2    |          |      |       |                      |
| 3    |          |      |       |                      |

| Rang | Coureuse | Pays | Points au tour | Points au sprint | Points total | Points sur l'épreuve |
| ---- | -------- | ---- | -------------- | ---------------- | ------------ | -------------------- |
| 1    |          |      |                |                  |              |                      |
| 2    |          |      |                |                  |              |                      |
| 3    |          |      |                |                  |              |                      |

| Rang | Coureuse | Pays | Points sur l'épreuve |
| ---- | -------- | ---- | -------------------- |
| 1    |          |      |                      |
| 2    |          |      |                      |
| 3    |          |      |                      |

| Rang               | Coureuse | Pays | Points au tour | Points au sprint | Points total |
| ------------------ | -------- | ---- | -------------- | ---------------- | ------------ |
| Médaille d'or      |          |      |                |                  |              |
| Médaille d'argent  |          |      |                |                  |              |
| Médaille de bronze |          |      |                |                  |              |

#### Course à élimination
| Rang               | Coureuse | Pays |
| ------------------ | -------- | ---- |
| Médaille d'or      |          |      |
| Médaille d'argent  |          |      |
| Médaille de bronze |          |      |

### Femmes

#### Kilomètre
Les 8 meilleures coureuses se qualifient pour la finale (Q).
| Rang | Coureuse | Pays | Temps | Écart | Notes |
| ---- | -------- | ---- | ----- | ----- | ----- |
| 1    |          |      |       |       |       |
| 2    |          |      |       |       |       |
| 3    |          |      |       |       |       |
| 4    |          |      |       |       |       |
| 5    |          |      |       |       |       |
| 6    |          |      |       |       |       |
| 7    |          |      |       |       |       |
| 8    |          |      |       |       |       |
| 9    |          |      |       |       |       |
| 10   |          |      |       |       |       |

| Rang               | Coureuse | Pays | Temps | Écart | Notes |
| ------------------ | -------- | ---- | ----- | ----- | ----- |
| Médaille d'or      |          |      |       |       |       |
| Médaille d'argent  |          |      |       |       |       |
| Médaille de bronze |          |      |       |       |       |
| 4                  |          |      |       |       |       |
| 5                  |          |      |       |       |       |
| 6                  |          |      |       |       |       |
| 7                  |          |      |       |       |       |
| 8                  |          |      |       |       |       |

#### Keirin
- Premier tour

Les deux premières coureuses de chaque série se qualifient pour les quarts de finale, toutes les autres vont en repêchage.
| Rang | Cycliste | Pays | Écart | Notes |
| ---- | -------- | ---- | ----- | ----- |
| 1    |          |      |       |       |
| 2    |          |      |       |       |
| 3    |          |      |       |       |
| 4    |          |      |       |       |
| 5    |          |      |       |       |

| Rang | Cycliste | Pays | Écart | Notes |
| ---- | -------- | ---- | ----- | ----- |
| 1    |          |      |       |       |
| 2    |          |      |       |       |
| 3    |          |      |       |       |
| 4    |          |      |       |       |
| 5    |          |      |       |       |

| Rang | Cycliste | Pays | Écart | Notes |
| ---- | -------- | ---- | ----- | ----- |
| 1    |          |      |       |       |
| 2    |          |      |       |       |
| 3    |          |      |       |       |
| 4    |          |      |       |       |
| 5    |          |      |       |       |

| Rang | Cycliste | Pays | Écart | Notes |
| ---- | -------- | ---- | ----- | ----- |
| 1    |          |      |       |       |
| 2    |          |      |       |       |
| 3    |          |      |       |       |
| 4    |          |      |       |       |
| 5    |          |      |       |       |

| Rang | Cycliste | Pays | Écart | Notes |
| ---- | -------- | ---- | ----- | ----- |
| 1    |          |      |       |       |
| 2    |          |      |       |       |
| 3    |          |      |       |       |
| 4    |          |      |       |       |
| 5    |          |      |       |       |

- Repêchages

| Rang | Cycliste | Pays | Écart | Notes |
| ---- | -------- | ---- | ----- | ----- |
| 1    |          |      |       |       |
| 2    |          |      |       |       |
| 3    |          |      |       |       |
| 4    |          |      |       |       |

| Rang | Cycliste | Pays | Écart | Notes |
| ---- | -------- | ---- | ----- | ----- |
| 1    |          |      |       |       |
| 2    |          |      |       |       |
| 3    |          |      |       |       |
| 4    |          |      |       |       |

| Rang | Cycliste | Pays | Écart | Notes |
| ---- | -------- | ---- | ----- | ----- |
| 1    |          |      |       |       |
| 2    |          |      |       |       |
| 3    |          |      |       |       |
| 4    |          |      |       |       |

| Rang | Cycliste | Pays | Écart | Notes |
| ---- | -------- | ---- | ----- | ----- |
| 1    |          |      |       |       |
| 2    |          |      |       |       |
| 3    |          |      |       |       |
| 4    |          |      |       |       |

- Quarts de finale

Les quatre premières coureuses de chaque série se qualifient pour les demi-finales, les autres sont éliminées.
| Rang | Cycliste | Pays | Écart | Notes |
| ---- | -------- | ---- | ----- | ----- |
| 1    |          |      |       |       |
| 2    |          |      |       |       |
| 3    |          |      |       |       |
| 4    |          |      |       |       |
| 5    |          |      |       |       |
| 6    |          |      |       |       |

| Rang | Cycliste | Pays | Écart | Notes |
| ---- | -------- | ---- | ----- | ----- |
| 1    |          |      |       |       |
| 2    |          |      |       |       |
| 3    |          |      |       |       |
| 4    |          |      |       |       |
| 5    |          |      |       |       |
| 6    |          |      |       |       |

| Rang | Cycliste | Pays | Écart | Notes |
| ---- | -------- | ---- | ----- | ----- |
| 1    |          |      |       |       |
| 2    |          |      |       |       |
| 3    |          |      |       |       |
| 4    |          |      |       |       |
| 5    |          |      |       |       |
| 6    |          |      |       |       |

- Demi-finales

Les trois premières coureuses de chaque série se qualifient pour la finale, les autres vont en match de classement 7 à 12.
| Rang | Cycliste | Pays | Écart | Notes |
| ---- | -------- | ---- | ----- | ----- |
| 1    |          |      |       |       |
| 2    |          |      |       |       |
| 3    |          |      |       |       |
| 4    |          |      |       |       |
| 5    |          |      |       |       |
| 6    |          |      |       |       |

| Rang | Cycliste | Pays | Écart | Notes |
| ---- | -------- | ---- | ----- | ----- |
| 1    |          |      |       |       |
| 2    |          |      |       |       |
| 3    |          |      |       |       |
| 4    |          |      |       |       |
| 5    |          |      |       |       |
| 6    |          |      |       |       |

| Rang               | Coureuse   | Pays       | Écart      | Notes      |
| Finale 1-6         | Finale 1-6 | Finale 1-6 | Finale 1-6 | Finale 1-6 |
| ------------------ | ---------- | ---------- | ---------- | ---------- |
| Médaille d'or      |            |            |            |            |
| Médaille d'argent  |            |            |            |            |
| Médaille de bronze |            |            |            |            |
| 4                  |            |            |            |            |
| 5                  |            |            |            |            |
| 6                  |            |            |            |            |
| Finale 7-12        |            |            |            |            |
| 7                  |            |            |            |            |
| 8                  |            |            |            |            |
| 9                  |            |            |            |            |
| 10                 |            |            |            |            |
| 11                 |            |            |            |            |
| 12                 |            |            |            |            |

#### Vitesse individuelle
| Rang | Cycliste | Pays | Temps | Écart | Notes |
| ---- | -------- | ---- | ----- | ----- | ----- |
| 1    |          |      |       |       | Q     |
| 2    |          |      |       |       | Q     |
| 3    |          |      |       |       | Q     |
| 4    |          |      |       |       | Q     |
| 5    |          |      |       |       | Q     |
| 6    |          |      |       |       | Q     |
| 7    |          |      |       |       | Q     |
| 8    |          |      |       |       | Q     |
| 9    |          |      |       |       | Q     |
| 10   |          |      |       |       | Q     |
| 11   |          |      |       |       | Q     |
| 12   |          |      |       |       | Q     |
| 13   |          |      |       |       | Q     |
| 14   |          |      |       |       | Q     |
| 15   |          |      |       |       | Q     |
| 16   |          |      |       |       | Q     |
| 17   |          |      |       |       | Q     |
| 18   |          |      |       |       | Q     |
| 19   |          |      |       |       | Q     |
| 20   |          |      |       |       | Q     |
| 21   |          |      |       |       | Q     |
| 22   |          |      |       |       | Q     |
| 23   |          |      |       |       | Q     |
| 24   |          |      |       |       | Q     |
| 25   |          |      |       |       | Q     |
| 26   |          |      |       |       | Q     |
| 27   |          |      |       |       | Q     |
| 28   |          |      |       |       | Q     |
| 29   |          |      |       |       |       |
| 30   |          |      |       |       |       |
| 31   |          |      |       |       |       |

| Série | Rang | Cycliste | Pays | Temps | Notes |
| ----- | ---- | -------- | ---- | ----- | ----- |
| 1     | 1    |          |      |       |       |
| 1     | 2    |          |      |       |       |
| 2     | 1    |          |      |       |       |
| 2     | 2    |          |      |       |       |
| 3     | 1    |          |      |       |       |
| 3     | 2    |          |      |       |       |
| 4     | 1    |          |      |       |       |
| 4     | 2    |          |      |       |       |
| 5     | 1    |          |      |       |       |
| 5     | 2    |          |      |       |       |
| 6     | 1    |          |      |       |       |
| 6     | 2    |          |      |       |       |
| 7     | 1    |          |      |       |       |
| 7     | 2    |          |      |       |       |
| 8     | 1    |          |      |       |       |
| 8     | 2    |          |      |       |       |
| 9     | 1    |          |      |       |       |
| 9     | 2    |          |      |       |       |
| 10    | 1    |          |      |       |       |
| 10    | 2    |          |      |       |       |
| 11    | 1    |          |      |       |       |
| 11    | 2    |          |      |       |       |
| 12    | 1    |          |      |       |       |
| 12    | 2    |          |      |       |       |

| Série | Rang | Cycliste | Pays | Temps | Notes |
| ----- | ---- | -------- | ---- | ----- | ----- |
| 1     | 1    |          |      |       |       |
| 1     | 2    |          |      |       |       |
| 2     | 1    |          |      |       |       |
| 2     | 2    |          |      |       |       |
| 3     | 1    |          |      |       |       |
| 3     | 2    |          |      |       |       |
| 4     | 1    |          |      |       |       |
| 4     | 2    |          |      |       |       |
| 5     | 1    |          |      |       |       |
| 5     | 2    |          |      |       |       |
| 6     | 1    |          |      |       |       |
| 6     | 2    |          |      |       |       |
| 7     | 1    |          |      |       |       |
| 7     | 2    |          |      |       |       |
| 8     | 1    |          |      |       |       |
| 8     | 2    |          |      |       |       |

| Série | Rang | Cycliste | Pays | Manche 1 | Manche 2 | Manche 3 | Notes |
| ----- | ---- | -------- | ---- | -------- | -------- | -------- | ----- |
| 1     | 1    |          |      |          |          |          |       |
| 1     | 2    |          |      |          |          |          |       |
| 2     | 1    |          |      |          |          |          |       |
| 2     | 2    |          |      |          |          |          |       |
| 3     | 1    |          |      |          |          |          |       |
| 3     | 2    |          |      |          |          |          |       |
| 4     | 1    |          |      |          |          |          |       |
| 4     | 2    |          |      |          |          |          |       |

| Série | Rang | Cycliste | Pays | Manche 1 | Manche 2 | Manche 3 | Notes |
| ----- | ---- | -------- | ---- | -------- | -------- | -------- | ----- |
| 1     | 1    |          |      |          |          |          |       |
| 1     | 2    |          |      |          |          |          |       |
| 2     | 1    |          |      |          |          |          |       |
| 2     | 2    |          |      |          |          |          |       |

| Match pour la médaille d'or      |
| Médaille d'or                    |
| Médaille d'argent                |
| Match pour la médaille de bronze |
| Médaille de bronze               |
| 4                                |

#### Vitesse par équipes
Légende
- Q : qualifiées pour le premier tour
- QA : qualifiées pour la finale A
- QB : qualifiées pour la finale B

Lors du tour de qualification, les 8 meilleures équipes se qualifient pour le 1er tour (Q). Au cours de celui-ci, les séries sont organisées selon les temps des qualifications : 4e contre 5e, 3e contre 6e, 2e contre 7e et 1er contre 8e. Les vainqueurs de chaque série sont classés en fonction de leur temps : les deux meilleures équipes se qualifient pour la finale (QG) et les deux autres pour le match pour la médaille de bronze (QB).
| Rang | Équipe | Temps | Écart | Notes |
| ---- | ------ | ----- | ----- | ----- |
| 1    |        |       |       |       |
| 2    |        |       |       |       |
| 3    |        |       |       |       |
| 4    |        |       |       |       |
| 5    |        |       |       |       |
| 6    |        |       |       |       |
| 7    |        |       |       |       |
| 8    |        |       |       |       |

| Série | Rang | Équipe | Temps | Notes |
| ----- | ---- | ------ | ----- | ----- |
|       |      |        |       |       |
|       |      |        |       |       |
|       |      |        |       |       |
|       |      |        |       |       |
|       |      |        |       |       |
|       |      |        |       |       |
|       |      |        |       |       |
|       |      |        |       |       |

| Rang                             | Équipe | Temps | Écart | Notes |
| -------------------------------- | ------ | ----- | ----- | ----- |
| Match pour la médaille d'or      |        |       |       |       |
| Médaille d'or                    |        |       |       |       |
| Médaille d'argent                |        |       |       |       |
| Match pour la médaille de bronze |        |       |       |       |
| Médaille de bronze               |        |       |       |       |
| 4                                |        |       |       |       |

#### Poursuite individuelle
Légende
- QG : qualifiée pour la finale pour la médaille d'or
- QB : qualifiée pour la finale pour la médaille de bronze

| Rang | Coureuse | Pays | Temps | Écart | Notes |
| ---- | -------- | ---- | ----- | ----- | ----- |
| 1    |          |      |       |       |       |
| 2    |          |      |       |       |       |
| 3    |          |      |       |       |       |
| 4    |          |      |       |       |       |
| 5    |          |      |       |       |       |

| Rang                              | Coureuse | Pays | Temps | Écart |
| --------------------------------- | -------- | ---- | ----- | ----- |
| Course pour la médaille d'or      |          |      |       |       |
| Médaille d'or                     |          |      |       |       |
| Médaille d'argent                 |          |      |       |       |
| Course pour la médaille de bronze |          |      |       |       |
| Médaille de bronze                |          |      |       |       |
| 4                                 |          |      |       |       |

#### Poursuite par équipes
Légende
- Q : qualifiées pour le premier tour
- QG : qualifiées pour la finale A
- QB : qualifiées pour la finale B

Lors du tour de qualification, les 8 meilleures équipes se qualifient pour le 1er tour (Q).
Au premier tour, les équipes courent selon le rang occupé à l'issue des qualifications : 6 contre 7, 5 contre 8, 2 contre 3, 1 contre 4. Les vainqueurs des deux dernières séries (3 et 4) se qualifient pour la finale pour la médaille d'or (QG), tandis que les deux meilleurs temps parmi les six autres équipes se qualifient pour la finale pour la médaille de bronze (QB).
| Rang | Équipe | Temps | Écart | Notes |
| ---- | ------ | ----- | ----- | ----- |
| 1    |        |       |       |       |
| 2    |        |       |       |       |
| 3    |        |       |       |       |
| 4    |        |       |       |       |
| 5    |        |       |       |       |
| 6    |        |       |       |       |
| 7    |        |       |       |       |
| 8    |        |       |       |       |
| 9    |        |       |       |       |
| 10   |        |       |       |       |

| Série | Rang | Équipe | Temps | Écart | Notes |
| ----- | ---- | ------ | ----- | ----- | ----- |
| -     | -    |        |       |       |       |
| -     | -    |        |       |       |       |
| -     | -    |        |       |       |       |
| -     | -    |        |       |       |       |
| -     | -    |        |       |       |       |
| -     | -    |        |       |       |       |
| -     | -    |        |       |       |       |
| -     | -    |        |       |       |       |

| Rang                             | Équipe | Temps | Écart |
| -------------------------------- | ------ | ----- | ----- |
| Match pour la médaille d'or      |        |       |       |
| Médaille d'or                    |        |       |       |
| Médaille d'argent                |        |       |       |
| Match pour la médaille de bronze |        |       |       |
| Médaille de bronze               |        |       |       |
| 4                                |        |       |       |

#### Course aux points
| Rang               | Coureuse | Pays | Points au tour | Points au sprint | Total |
| ------------------ | -------- | ---- | -------------- | ---------------- | ----- |
| Médaille d'or      |          |      |                |                  |       |
| Médaille d'argent  |          |      |                |                  |       |
| Médaille de bronze |          |      |                |                  |       |

#### Américaine
| Rang               | Coureuses | Pays | Points au tour | Points au sprint | Points total |
| ------------------ | --------- | ---- | -------------- | ---------------- | ------------ |
| Médaille d'or      |           |      |                |                  |              |
| Médaille d'argent  |           |      |                |                  |              |
| Médaille de bronze |           |      |                |                  |              |

#### Scratch
| Rang               | Coureuse | Pays | Tours |
| ------------------ | -------- | ---- | ----- |
| Médaille d'or      |          |      |       |
| Médaille d'argent  |          |      |       |
| Médaille de bronze |          |      |       |

#### Omnium
| Rang | Coureuse | Pays | Tours | Points sur l'épreuve |
| ---- | -------- | ---- | ----- | -------------------- |
| 1    |          |      |       |                      |
| 2    |          |      |       |                      |
| 3    |          |      |       |                      |

| Rang | Coureuse | Pays | Points au tour | Points au sprint | Points total | Points sur l'épreuve |
| ---- | -------- | ---- | -------------- | ---------------- | ------------ | -------------------- |
| 1    |          |      |                |                  |              |                      |
| 2    |          |      |                |                  |              |                      |
| 3    |          |      |                |                  |              |                      |

| Rang | Coureuse | Pays | Points sur l'épreuve |
| ---- | -------- | ---- | -------------------- |
| 1    |          |      |                      |
| 2    |          |      |                      |
| 3    |          |      |                      |

| Rang               | Coureuse | Pays | Points au tour | Points au sprint | Points total |
| ------------------ | -------- | ---- | -------------- | ---------------- | ------------ |
| Médaille d'or      |          |      |                |                  |              |
| Médaille d'argent  |          |      |                |                  |              |
| Médaille de bronze |          |      |                |                  |              |

#### Course à élimination
| Rang               | Coureuse | Pays |
| ------------------ | -------- | ---- |
| Médaille d'or      |          |      |
| Médaille d'argent  |          |      |
| Médaille de bronze |          |      |

## Tableau des médailles
| Rang  | Nation | Or | Argent | Bronze | Total |
| Total | Total  | -  | -      | -      | -     |
| ----- | ------ | -- | ------ | ------ | ----- |